# 두시엔음악속으로
오유진의 두시엔음악속으로는 TBN 대전교통방송(대전·세종·충청 FM 102.9MHz, 서산 FM 103.9MHz)에서 주말 오후 2시부터 3시 55분까지 방송했던 대전과 세종 충청권 지역의 라디오 음악 프로그램이다.

## 매일 코너
- 소소한 다이어리 - 소소한 일상 속 소중한 이야기와 음악을 들어보는 시간
- 뮤직Q~즈! - 음악과 관련된 모든 퀴즈
- 들려주면 좋겠네 - 선곡의 주인공은 여러분입니다♡ 신청곡 타임!

## 요일 코너

### 토요일
- 토요 히스토리 : 00년도 핫이슈를 알아보고, 그 때 즐겨듣던 음악까지 들어보는 시간
- 요즘 뭐 들어? : 요즘 유행하는 신곡들을 들어보는 시간

### 일요일
- 시네맛천국 : 영화에 나오는 음식을 '콕' 짚어서 살펴보는 시간
- 두음이의 뮤직투어 : 오늘은 여기다! 그 나라 음악과 함께 원하는 곳으로 떠나는 여행